# آسوکا، نارا
آسوکا، نارا (به لاتین: Asuka, Nara) یک منطقهٔ مسکونی در ژاپن است که در Takaichi District, Nara واقع شده‌است. آسوکا  ۱٬۵۰۰ نفر جمعیت دارد.